# Habib Dakpogan
 (avril 2023).
Si vous disposez d'ouvrages ou d'articles de référence ou si vous connaissez des sites web de qualité traitant du thème abordé ici, merci de compléter l'article en donnant les références utiles à sa vérifiabilité et en les liant à la section « Notes et références ».
Pour les articles homonymes, voir Habib.
Habib Dakpogan est écrivain, auteur-compositeur-interprète et chanteur béninois né le 19 août 1974 à Porto-Novo au Bénin. Il commence sa carrière depuis son jeune âge et gagne plusieurs prix sur le plan national et international.

## Biographie

### Enfance et adolescence
Dès son jeune âge, Habib Dakpogan, né de parents tous deux enseignants, prend la bibliothèque familiale comme salle de distraction et écrit à 16 ans un premier recueil "Solitudes d’ombres et d’éthers" et fait publier des extraits au Centre Froissart (Cénacle poétique de Valenciennes, nord de la France). Suivra "J’étais errant", pièce de vers publiée dans le journal de l’académie de la Baule en 1992 qui lui permettra d’obtenir le Prix du Trois Continents pour l’Afrique
Quelques années plus tard, après avoir obtenu son diplôme en gestion hospitalière à l’École nationale d’administration au Bénin, il est recruté dans un cabinet d’avocat où il subit ses premiers déboires et son contact avec la corruption. Il publie 2006, "Partir ou Rester", l’Infamante République, une satire sociopolitique où il dénonce sur fond d’humour, la gabegie dans l’administration publique béninoise. En 2011, il obtient une bourse du Centre national du livre de Paris pour "PV Salle 6", un roman sorti en 2013 qui lui permit d’obtenir le Grand Prix Littéraire du Président de la République en 2015.

## Principales publications
Il est auteur de plusieurs ouvrages dont entre autres :
- 2006 : Partir ou rester, l’infamante république, roman, Editions Ruisseaux d’Afrique, Cotonou[3]
- 2008 : Le centième discours, Nouvelle, Fondation Zinsou
- 2013 : Pv salle 6 roman, Éditions Star, Cotonou
- 2016 : Etha contest, Nouvelles, Éditions Plurielles, Cotonou
- 2017 : Dessins de silence, Poésie, Éditions Vénus d’Ebène, Cotonou
- 2020 : La Compétence, nuances et précisions, Essai, Éditions Savanes du Continent, Cotonou
- 2023: Marie-Claire, Nouvelles, Éditions Plurielles, Cotonou

## Distinctions

### Prix et distinctions
- Prix de la révélation musicale 2005, avec Message pour toi
- Prix du Salon International du Livre de Cotonou (SILCO), 2008, pour Partir ou rester, l’infamante république
- Prix TOYP de la JCI, 2008, pour ses Accomplissements culturels
- Lauriers de la Culture, Catégorie Littérature, 2014, pour PV Salle 6
- Prix Vaudou, de l’Association Chrysalide, 2015, pour PV Salle 6
- Prix du Président de la République, 2015, pour PV Salle 6

### Bourses d’écriture
- Bourse de découverte, Centre national du livre de Paris, 2008
- Bourse de création, Centre National du Livre de Paris, 2010